# Уилхойт, Кэтлин
Кэтлин Уилхойт (англ. Kathleen Wilhoite, род. 29 июня 1964) — американская характерная актриса, певица и поэт-песенник.

## Биография
Уилхойт за свою карьеру сыграла более ста ролей на телевидении и в кино и наиболее известна по участию в сериалах «Скорая помощь» (1994—2002) и «Девочки Гилмор» (2004—2007). Она дебютировала на экране в молодёжной комедии 1983 года «Частная школа» и в последующие годы появилась в фильмах «Закон Мёрфи», «Мальчик-крыса», «На следующее утро», «Колдовская доска», «Сердце Ангела», «Перекрёсток Делэнси», «Демон снов», «Бренда Старр», «Дом у дороги», «Дурное влияние», «Масло Лоренцо», «Огонь в небе», «На грани» и многих других. 
На телевидении она также снялась в нескольких недолго просуществовавших сериалах и была заметна в таких шоу как «Закон Лос-Анджелеса», «Прикосновение ангела», «Закон и порядок: Специальный корпус», «Новые приключения старой Кристин», «Анатомия страсти» и «Менталист». 
Как певица Уилхойт записала два студийных альбома в конце девяностых.